# Traité de Zoologie

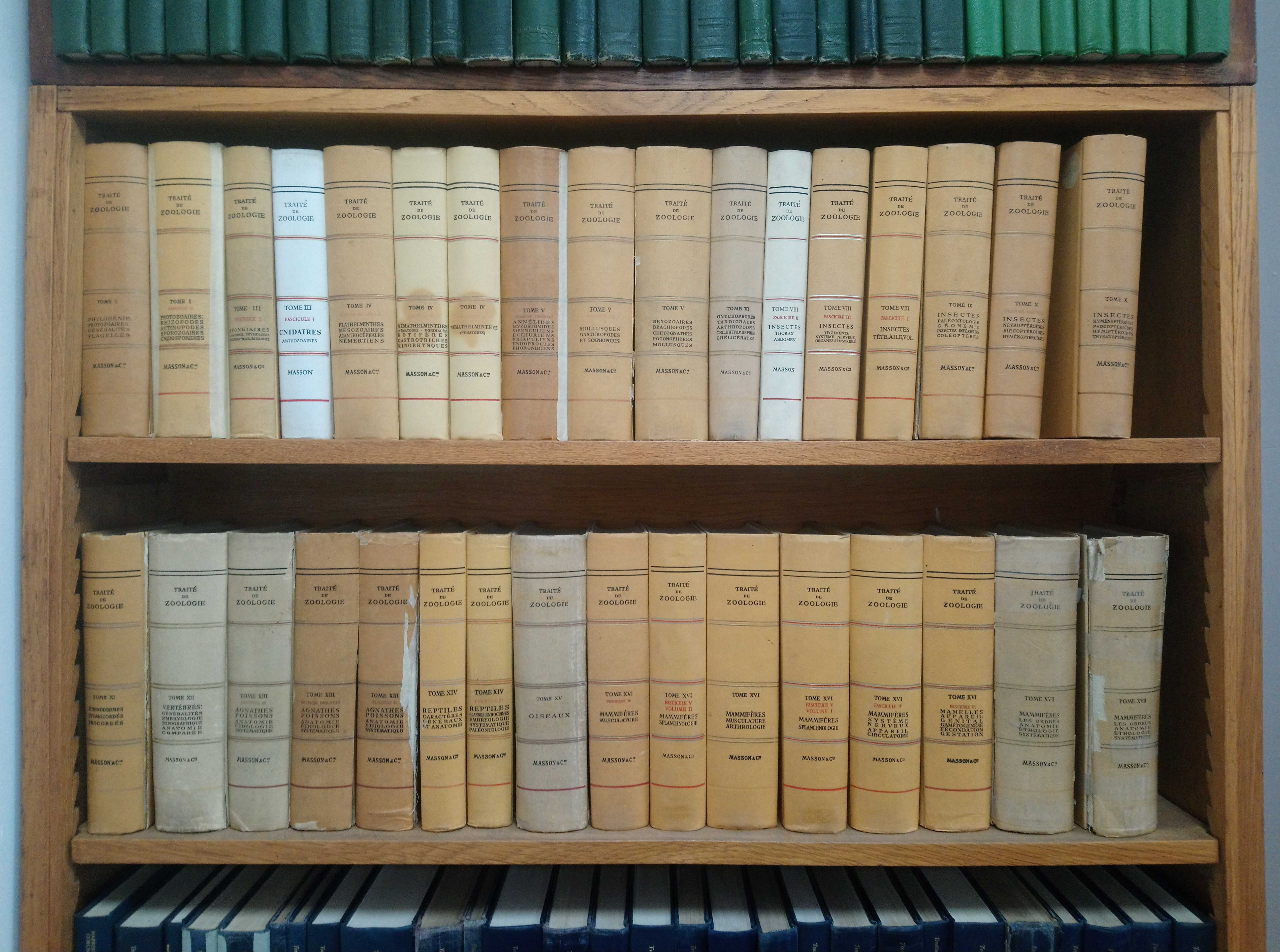
Traité de Zoologie w księgozbiorze podręcznym biblioteki paleontologicznej

Traité de Zoologie – (fr. „traktat zoologiczny”) francuskojęzyczna seria wydawnicza, obejmująca ponad 40 tomów; standardowe kompendium z dziedziny zoologii, którego założycielem i długoletnim redaktorem był Pierre-Paul Grassé.

## Wiadomości ogólne
Traité de Zoologie, którego pełna nazwa brzmi Traité de Zoologie – Anatomie, Systématique, Biologie, to standardowe kompendium z dziedziny zoologii. Według deklaracji redaktora naczelnego z przedmowy do tomu 1 (1), „Celem [traktatu] jest dostarczenie biologom, w najszerszym sensie tego słowa, źródła informacji tak praktycznego i tak kompletnego jak tylko możliwe; dzieło nie ma żadnych pretensji do bycia sumą wiedzy (...) Ogranicza się do przedstawienia wyboru (...) faktów (...) niezbędnych lub tylko przydatnych do zrozumienia królestwa zwierząt”.
Pierwszy tom (XI) ukazał się w roku 1948. W 1955 opublikowano już mniej więcej połowę planowanej całości, a w 1961 – mniej więcej dwie trzecie. Ostatni tom odnotowany przez Bibliotekę Narodową Francji ukazał się w 1999.
Recenzenci podkreślali trwałą wartość tomów mimo długiego okresu wydawania serii oraz to, że wysokiej jakości tekstu odpowiada staranna i elegancka szata wydawnicza.

## Podział na części

### Układ całości
Traité de Zoologie dzieli się na 17 tomów, oznaczonych cyframi rzymskimi. Większość tomów dzieli się na zeszyty (fascicules), oznaczane cyframi arabskimi. W niektórych tomach zeszyty mają dodatkowe oznaczenia literowe. Niektóre zeszyty miały dwa wydania. W najogólniejszych zarysach układ serii przedstawia się następująco:
- tomy I–II: pierwotniaki (wyróżniane jako podkrólestwo zwierząt w momencie planowania układu serii);
- tomy III–XI: bezkręgowce;
- tomy XII–XVII: kręgowce.

### Szczegółowy podział na tomy
- Tom I: korzenionóżki, wiciowce, sporowce.
- Tom II: orzęski.
- Tom III: gąbki, parzydełkowce.
- Tom IV: płazińce, obleńce, wrotki, wstężnice.
- Tom V: pierścienice, mięczaki, ramienionogi, mszywioły.
- Tom VI: pratchawce, trylobity, szczękoczułkowce.
- Tom VII: skorupiaki.
- Tomy VIII–X: owady (VIII: anatomia i fizjologia; IX–X: przegląd systematyczny).
- Tom XI: szkarłupnie, przedstrunowce.
- Tom XII: kręgowce, wiadomości ogólne.
- Tom XIII: bezszczękowce i ryby.
- Tom XIV: płazy i gady.
- Tom XV: ptaki.
- Tomy XVI–XVII: ssaki (XVI: anatomia i fizjologia; XVII: przegląd systematyczny).

## Inne podobne wydawnictwa
Innym wydawnictwem o podobnie szerokim zakresie są niemieckie Dr. H.G. Bronn's Klassen und Ordnungen des Thier-Reichs. W języku angielskim istnieje nieukończona sześciotomowa monografia The Invertebrates autorstwa Libbie Henrietty Hyman oraz jednotomowe dzieło Gonzalo Giribeta i Gregory’ego D. Edgecombe’a pt. The Invertebrate Tree of Life, które ze względu na syntetyczny charakter również określono mianem kompendium.
W języku francuskim opublikowano kilka innych kompendiów z dziedziny nauk przyrodniczych, określanych jako „traktaty”: Traité de Paléontologie pod redakcją Jeana Piveteau oraz Traité de Paléobotanique pod redakcją Édouarda Boureau. Nazwy „traktat” używa też amerykańskie kompendium z dziedziny paleontologii bezkręgowców: Treatise on Invertebrate Paleontology.